# Балк, Матрёна Ивановна
Матрёна Ивановна Балк (урождённая Модеста Монс; ?—1725) — близкая подруга и статс-дама императрицы Екатерины Алексеевны, старшая сестра Виллима и Анны Монс, жена Фридриха Балка. От этого брака происходит вельможный род Балк-Полевых. Мать скандально известной Натальи Лопухиной.

## Ранние годы
Отцом Модесты, Анны и Виллима был Иоганн Монс из Миндена на Везере: по одним известиям — виноторговец, по иным — золотых дел мастер. Проживая вместе с родными в московской Немецкой слободе, Модеста рано сделалась известною царю Петру и если не стала, как говорит К. Гельбиг, его возлюбленной, то была пособницей в известных отношениях его к её младшей сестре Анне.
Пётр часто бывал в семье Монсов, и он же, вероятно, устроил в 1699 году брак Матрёны Ивановны с любимым своим полковым командиром Фридрихом Балком. Покровительствуя связи Петра со своей сестрой, Матрёна Ивановна не отказывала в помощи последней и в её отношениях к саксонскому посланнику Кенигсеку, за что и поплатилась трёхлетним тюремным заключением. Освобождённая в 1706 году, она должна была ехать в Эльбинг к мужу, назначенному комендантом этого города, и прожила там до 1714 года.
Скучное положение её в Прибалтике вознаграждено в 1711 году сближением с Екатериной Алексеевной, присланной Петром на время в Эльбинг. Балк быстро сумела расположить в свою пользу Екатерину, а через неё снискала внимание и милость Петра, который даже спешил к её родам: «Отпиши нам», — писал он Екатерине Алексеевне в 1712 году, — «к которому времени родит Матрёна, чтоб мог поспеть». Благодаря заступничеству Екатерины, «Балкша», как её обыкновенно звали, добилась возвращения в Петербург.

## Годы фавора
«Полтретья» года 1717—1718 Матрёна служила гофмейстериной при дворе Екатерины Иоанновны, герцогини Мекленбургской. В то время стал возвышаться её брат Виллим Монс, и Балк сделалась поверенной и пособницей его в сношениях с Екатериной. В 1718 году она была назначена статс-дамой Екатерины. С этого времени брат и сестра являлись могущественнейшими лицами при дворе.
Пользуясь влиянием Виллима на императрицу, они были не только главными поверенными Екатерины и заведующими её личным хозяйством, но и единственными посредниками между нею и всеми обращавшимися к ней. Как выяснилось впоследствии, просители обязательно вручали посредникам в виде подарков деньги, платье, лошадей, материи, возки, кофе и т. п. Более шести лет продолжалось всевластие Монсов.
Когда до императора Петра дошёл подозрительный слух о сношениях Виллима Монса с Екатериной, то он поручил наблюдение за ними Матрёне Балк, которая охотно взялась за эту роль, но, конечно, ничего Петру не сообщала. Наконец, в 1724 году Петр получил «сильненькое» письмо от неизвестного доносителя и на другой же день, 8 ноября, арестовал Виллима Монса. Узнав об этом, Матрёна Балк захворала. Больною она была заключена в крепость 13 ноября.

## Опала
Сам Пётр подвергал Матрёну допросу, но большая часть её показаний осталась неизвестной; то же, что было записано с её слов, отличается необычайным лаконизмом. Назвав имена нескольких просителей и количество их приношений, Балк заключила своё «покаяние» следующими словами: «да ныне в Москве из многих господских домов присылывали мне овса, сена и протчаго всякого запаса домового, а сколько и когда, не упомню».
Прибегли к публикациям, вызывавшим «сказаться» всем, дававшим взятки брату и сестре, и улик явилось такое множество, что Пётр немедленно предал их «Вышнему суду». Решение последнего по отношению к Балк было таково: «понеже ты вступала в дела, которые делала чрез брата своего Вилима Монса при дворе Его Императорского Величества, дела непристойные ему, и за то брала великие взятки, и за оные твои вины указом Его Императорского Величества велено тебя бить кнутом и сослать на вечное житье в Тобольск». Попробовавшая вступиться за неё Екатерина Алексеевна могла только склонить Петра уменьшить число ударов с 11 до 5.
Вместе с Матрёной Ивановной пострадали и её сыновья (34-летний камергер Павел и 12-летний паж Пётр), которые были разжалованы и отосланы в армию, находившуюся в Персии.

## Возвращение ко двору
Как только умер Пётр Великий, его преемница повелела «ради поминовения блаженные и вечно достойные памяти Его Императорского Величества и для своего многолетнего здравия» вернуть с дороги Балк и «быть ей в Москве», где она вскоре и скончалась. Её супруг Ф. Н. Балк при Анне Иоанновне исправлял должность московского губернатора, а дочь Наталья в начале правления Елизаветы Петровны повторила судьбу матери — была прилюдно выпорота и сослана в Сибирь (очевидно, за то, что распространяла слухи, будто отцом Елизаветы был её дядюшка Виллим).